# Seznam kanadskih pevcev
Seznam kanadskih pevcev.

## A
- Lee Aaron
- Bryan Adams
- Alee
- René Angélil
- Paul Anka
- Jann Arden
- Susie Arioli
- Talena Atfield
- Eva Avila

## B
- Sebastian Bach (Sebastian Philip Bierk)
- Randy Bachman
- Tal Bachman
- Gord Bamford
- Denis "Snake" Bélanger
- Justin Bieber
- Dean Brody
- Michael Bublé
- Win Butler

## C
- Len Cariou
- Wilf Carter
- Régine Chassagne
- Leslie Cheung
- Bruce Cockburn
- Adam Cohen
- Leonard Cohen
- Holly Cole
- Simon Collins (britansko-kanadski)
- Stompin' Tom Connors
- Andy Creeggan
- Burton Cummings

## D
- Rick Danko
- Dan Davidson
- "Loud" Chris DeMarcus
- Kris Demeanor
- Céline Dion
- Fefe Dobson
- Georges Dor
- Drake (Aubrey Drake Graham)
- Marc Dupré

## F
- Lara Fabian (Lara Sophie Katy Crokaert) (kanadsko-belgijska)
- Percy Faith
- Leslie Feist
- Nelly Furtado

## G
- Victor Garber
- Gale Garnett
- Gal Gjurin - Gal George (slovensko-kanadski)
- Brian Roy Goble
- Matthew Good
- Aaron Goodvin
- Michelle Gurevich

## H
- Ronnie Hawkins (ameriško-kanadski)
- Ben Heppner
- George Hewison
- Tim Hicks
- Tommy Hunter

## J
- Terry Jacks
- Colin James
- Norsola Johnson?
- Sarah Jordan
- Pauline Julien

## K
- John Kay
- Joe Keithley
- Andy Kim
- Benjamin Kowalewicz
- Diana Krall
- Chantal Kreviazuk
- Chad Kroeger

## L
- La Bolduc (Mary Travers)
- James Labrie
- Paul Laine
- Mary Jane Lamond
- K.D. Lang (Kathryn Dawn Lang OC AOE)
- Avril Lavigne
- La Zarra (Hafdi) (fr.-kanadska maroškega rodu)
- Félix Leclerc
- Geddy Lee
- Bill Leeb (Wilhelm Anton Leeb)
- Jean Leloup
- Betta Lemme
- Claude Léveillée
- Gordon Lightfoot
- Aaron Lines
- Guy Lombardo

## M
- Gene MacLellan
- Tara MacLean
- Renée Martel
- Melissa Auf der Maur
- Loreena McKennitt
- Sarah McLachlan
- Shawn Mendes
- Efrim Menuck?
- Joni Mitchell (Roberta Joan Anderson)
- Mocky (Dominic Salole)
- Alanis Morissette
- Mike Moya?
- Anne Murray

## N
- Tami Neilson (kanadsko-novozelandska)

## O
- Nivek Ogre (Kevin Graham Ogilvie)
- Tara Oram

## P
- Steven Page
- PartyNextDoor (Jahron Anthony Brathwaite)
- Kerry "Babz" Peterson
- Anca Pop (1984–2018) (Romunka)

## R
- Brad Roberts
- Ed Robertson
- Paul Rodgers (britansko-kan.)
- Stan Rogers
- Rykka (Christina Maria Rieder) (švicarsko-kanadska)

## S
- Paul Shaffer
- Bernie Shaw
- Jane Siberry
- Sarah Slean
- Snow (Darrin Kenneth O'Brien)
- Hank Snow
- Lucille Starr
- Skye Sweetnam
- Shawn Mendes

## T
- Salli Terri
- Kristy Thirsk
- Margo Timmins
- Devin Townsend
- Mary Travers - La Bolduc
- Sophie Trudeau?
- Fred Turner
- Shania Twain

## V
- Elizabeth Anka Vajagic
- Vanity (Denise Katrina Matthews 1959–2016)
- Gilles Vigneault

## W
- The Weeknd (Abel Makkonen Tesfaye)
- Phillip Charles Western?
- Deryck Whibley - Bizzy D
- Hawksley Workman

## Y
- Neil Young